# Caloptilia ptychospora
Caloptilia ptychospora là một loài bướm đêm thuộc họ Gracillariidae. Loài này sinh sống ở Cộng hòa Dân chủ Congo.